# Фламише
Фламише е традиционен френски специалитет, предлаган основно по време на зимния сезон. Думата означава кейк на фламандски и идва от Пикардия. Популярен е в Белгия и Северна Франция. Французите го смятат за „стоплящо душата“ предястие.
За приготвянето на предястието се използва масло, кашкавал, бекон и често готвачите добавят тиква за екстравагантен вкус. Всеки може да прибави свой собствен почерк, добавяйки различни съставки, като се придържа към основната рецепта.